# Issa Kallon
Issa Kallon (Zeist, 3 gennaio 1996) è un calciatore olandese naturalizzato sierraleonese, attaccante del Chengdu Rongcheng.

## Biografia
Nipote di Mohamed Kallon, è in possesso della cittadinanza sierraleonese grazie alle origini dei suoi parenti.
Il 13 novembre 2017 è stato condannato a 150 ore di lavoro ai servizi sociali per aver avuto un rapporto sessuale, nel 2015, con una minorenne, nonostante il suo consenso all'atto. L'accusa aveva richiesto per Kallon quattro mesi con la condizionale e 240 ore di lavoro.

## Carriera

### Club
Cresciuto nel settore giovanile del Vitesse, nel 2014 è passato all'Utrecht, con cui ha esordito il 24 agosto, nella partita di campionato vinta per 1-2 contro il Feyenoord. Il 27 luglio 2016 viene ceduto in prestito all'Emmen Dopo una buona stagione disputata con la squadra della Drenthe, il 14 agosto 2017 viene acquistato a titolo definitivo dal Cambuur.

### Nazionale
Ha giocato numerose partite con tutte le varie nazionali giovanili olandesi comprese tra l'Under-15 e l'Under-20. Successivamente ha scelto di rappresentare la Sierra Leone, con la cui nazionale maggiore ha esordito nel 2022.

## Statistiche

### Presenze e reti nei club
Statistiche aggiornate al 2 ottobre 2024.
| Stagione             | Squadra              | Campionato           | Campionato | Campionato | Coppe nazionali | Coppe nazionali | Coppe nazionali | Coppe continentali | Coppe continentali | Coppe continentali | Altre coppe | Altre coppe | Altre coppe | Totale | Totale |
| Stagione             | Squadra              | Comp                 | Pres       | Reti       | Comp            | Pres            | Reti            | Comp               | Pres               | Reti               | Comp        | Pres        | Reti        | Pres   | Reti   |
| -------------------- | -------------------- | -------------------- | ---------- | ---------- | --------------- | --------------- | --------------- | ------------------ | ------------------ | ------------------ | ----------- | ----------- | ----------- | ------ | ------ |
| 2014-2015            | Utrecht              | E                    | 5          | 0          | CO              | 0               | 0               | -                  | -                  | -                  | -           | -           | -           | 5      | 0      |
| 2015-2016            | Utrecht              | E                    | 1          | 0          | CO              | 0               | 0               | -                  | -                  | -                  | -           | -           | -           | 1      | 0      |
| Totale Utrecht       | Totale Utrecht       | Totale Utrecht       | 6          | 0          |                 | 0               | 0               |                    | -                  | -                  |             | -           | -           | 6      | 0      |
| 2016-2017            | Emmen                | ED                   | 37+4       | 4+1        | CO              | 2               | 0               | -                  | -                  | -                  | -           | -           | -           | 43     | 5      |
| 2017-2018            | Cambuur              | ED                   | 31+1       | 2          | CO              | 3               | 1               | -                  | -                  | -                  | -           | -           | -           | 35     | 3      |
| 2018-2019            | Cambuur              | ED                   | 26+4       | 0          | CO              | 3               | 0               | -                  | -                  | -                  | -           | -           | -           | 33     | 0      |
| 2019-2020            | Cambuur              | ED                   | 22         | 6          | CO              | 1               | 0               | -                  | -                  | -                  | -           | -           | -           | 23     | 6      |
| 2020-2021            | Cambuur              | ED                   | 31         | 11         | CO              | 1               | 0               | -                  | -                  | -                  | -           | -           | -           | 32     | 11     |
| 2021-2022            | Cambuur              | E                    | 18         | 3          | CO              | 1               | 0               | -                  | -                  | -                  | -           | -           | -           | 19     | 3      |
| Totale Cambuur       | Totale Cambuur       | Totale Cambuur       | 133        | 22         |                 | 9               | 1               |                    | -                  | -                  |             | -           | -           | 142    | 23     |
| ago.-dic. 2022       | Shanghai Haigang     | CSL                  | 18         | 1          | CC              | 3               | 1               | ACL                | 0                  | 0                  | -           | -           | -           | 21     | 2      |
| 2023                 | Shanghai Haigang     | CSL                  | 23         | 5          | CC              | 1               | 0               | ACL                | 0                  | 0                  | -           | -           | -           | 24     | 5      |
| Totale Shanghai Port | Totale Shanghai Port | Totale Shanghai Port | 51         | 6          |                 | 4               | 1               |                    | 0                  | 0                  |             | -           | -           | 55     | 7      |
| 2024                 | Nantong Zhiyun       | CSL                  | 20         | 4          | CC              | 0               | 0               | -                  | -                  | -                  | -           | -           | -           | 20     | 4      |
| Totale carriera      | Totale carriera      | Totale carriera      | 241        | 37         |                 | 15              | 2               |                    | 0                  | 0                  |             | -           | -           | 256    | 39     |

### Cronologia presenze e reti in nazionale
| Cronologia completa delle presenze e delle reti in nazionale ― Sierra Leone | Cronologia completa delle presenze e delle reti in nazionale ― Sierra Leone | Cronologia completa delle presenze e delle reti in nazionale ― Sierra Leone | Cronologia completa delle presenze e delle reti in nazionale ― Sierra Leone | Cronologia completa delle presenze e delle reti in nazionale ― Sierra Leone | Cronologia completa delle presenze e delle reti in nazionale ― Sierra Leone | Cronologia completa delle presenze e delle reti in nazionale ― Sierra Leone | Cronologia completa delle presenze e delle reti in nazionale ― Sierra Leone |
| Data                                                                        | Città                                                                       | In casa                                                                     | Risultato                                                                   | Ospiti                                                                      | Competizione                                                                | Reti                                                                        | Note                                                                        |
| --------------------------------------------------------------------------- | --------------------------------------------------------------------------- | --------------------------------------------------------------------------- | --------------------------------------------------------------------------- | --------------------------------------------------------------------------- | --------------------------------------------------------------------------- | --------------------------------------------------------------------------- | --------------------------------------------------------------------------- |
| 16-1-2022                                                                   | Douala                                                                      | Costa d'Avorio                                                              | 2 – 2                                                                       | Sierra Leone                                                                | Coppa d'Africa 2021 - 1º turno                                              | -                                                                           | 73’                                                                         |
| 20-1-2022                                                                   | Limbe                                                                       | Sierra Leone                                                                | 0 – 1                                                                       | Guinea Equatoriale                                                          | Coppa d'Africa 2021 - 1º turno                                              | -                                                                           | 75’                                                                         |
| 24-3-2022                                                                   | Adalia                                                                      | Togo                                                                        | 3 – 0                                                                       | Sierra Leone                                                                | Amichevole                                                                  | -                                                                           |                                                                             |
| 27-3-2022                                                                   | Adalia                                                                      | Sierra Leone                                                                | 1 – 0                                                                       | Libano                                                                      | Amichevole                                                                  | -                                                                           | 63’                                                                         |
| 29-3-2022                                                                   | Adalia                                                                      | Rep. del Congo                                                              | 1 – 2                                                                       | Sierra Leone                                                                | Amichevole                                                                  | -                                                                           | 46’                                                                         |
| 11-10-2024                                                                  | San-Pédro                                                                   | Costa d'Avorio                                                              | 4 – 1                                                                       | Sierra Leone                                                                | Qual. Coppa d'Africa 2025                                                   | -                                                                           | 41’                                                                         |
| 15-10-2024                                                                  | Monrovia                                                                    | Sierra Leone                                                                | 1 – 0                                                                       | Costa d'Avorio                                                              | Qual. Coppa d'Africa 2025                                                   | -                                                                           | 73’                                                                         |
| 13-11-2024                                                                  | Abidjan                                                                     | Ciad                                                                        | 1 – 1                                                                       | Sierra Leone                                                                | Qual. Coppa d'Africa 2025                                                   | -                                                                           | 88’                                                                         |
| 19-11-2024                                                                  | Monrovia                                                                    | Sierra Leone                                                                | 0 – 2                                                                       | Zambia                                                                      | Qual. Coppa d'Africa 2025                                                   | -                                                                           | 76’                                                                         |
| Totale                                                                      |                                                                             | Presenze                                                                    | 9                                                                           |                                                                             | Reti                                                                        | 0                                                                           |                                                                             |

## Palmarès

### Club

#### Competizioni nazionali
- Eerste Divisie: 1

Cambuur: 2020-2021
- Campionato cinese: 1

Shanghai Haigang: 2023